# Васілікі Александрі
Васілікі Александрі (нім. Vasiliki Alexandri, 15 вересня 1997) — австрійська синхронна плавчиня. Учасниця Чемпіонату світу з водних видів спорту 2019, де посіла 8-мі місця в технічній і довільній програмах соло.